# Detfurth
Detfurth ist ein nördlicher Ortsteil der Stadt Bad Salzdetfurth in Niedersachsen an der Lamme. Durch den Ort führt die Landesstraße 490 zum Stadtzentrum.

## Geschichte
Erste urkundliche Erwähnung fand Detfurth im Jahr 1207 als „Dethvorde“. 1214 wurde es in einer anderen Urkunde „Thietforde“ genannt. Detfurth war seit dem Mittelalter Sitz eines Archidiakonats im Bistum Hildesheim.
Nordwestlich von Detfurth versammelten sich seit 1232 bis zur Hildesheimer Stiftsfehde (1523) die Landtage des Fürstentums Hildesheim unter freiem Himmel „auf dem Roden“ an der alten Heerstraße, die, von Gandersheim kommend, zum Egenstedter Sonnenberg weiterführte. Das Gelände im Nordwesten Detfurths ist heute zum größten Teil bewaldet.
Die Reformation wurde in Detfurth und den angeschlossenen Filialgemeinden nicht eingeführt, da der Ort stets in der Hand des Domkapitels des Hildesheimer Doms war.
Zu Beginn des 20. Jahrhunderts zählte Detfurth 115 Einwohner.
Detfurth wurde am 1. März 1974 nach Bad Salzdetfurth eingemeindet. Unter anderem durch den Bau des Solebades und der Salzekliniken im Ort verlagerten sich Teile des Kurbetriebes vom Zentrum der Stadt in den Ortsteil. Deshalb wurde Detfurth im Jahr 1982 zum Heilbad erklärt.

## Politik

### Ortsrat
Der Ortsrat, der den Ortsteil Detfurth vertritt, setzt sich aus fünf Mitgliedern zusammen. Die Ratsmitglieder werden durch eine Kommunalwahl für jeweils fünf Jahre gewählt.
Bei der Kommunalwahl 2021 ergab sich folgende Sitzverteilung:
| Ortsrat 2021Insgesamt 5 Sitze - SPD: 3 - CDU: 2 |

### Ortsbürgermeister
Ortsbürgermeister ist Friedhelm Gabel (SPD).

## Kultur und Sehenswürdigkeiten

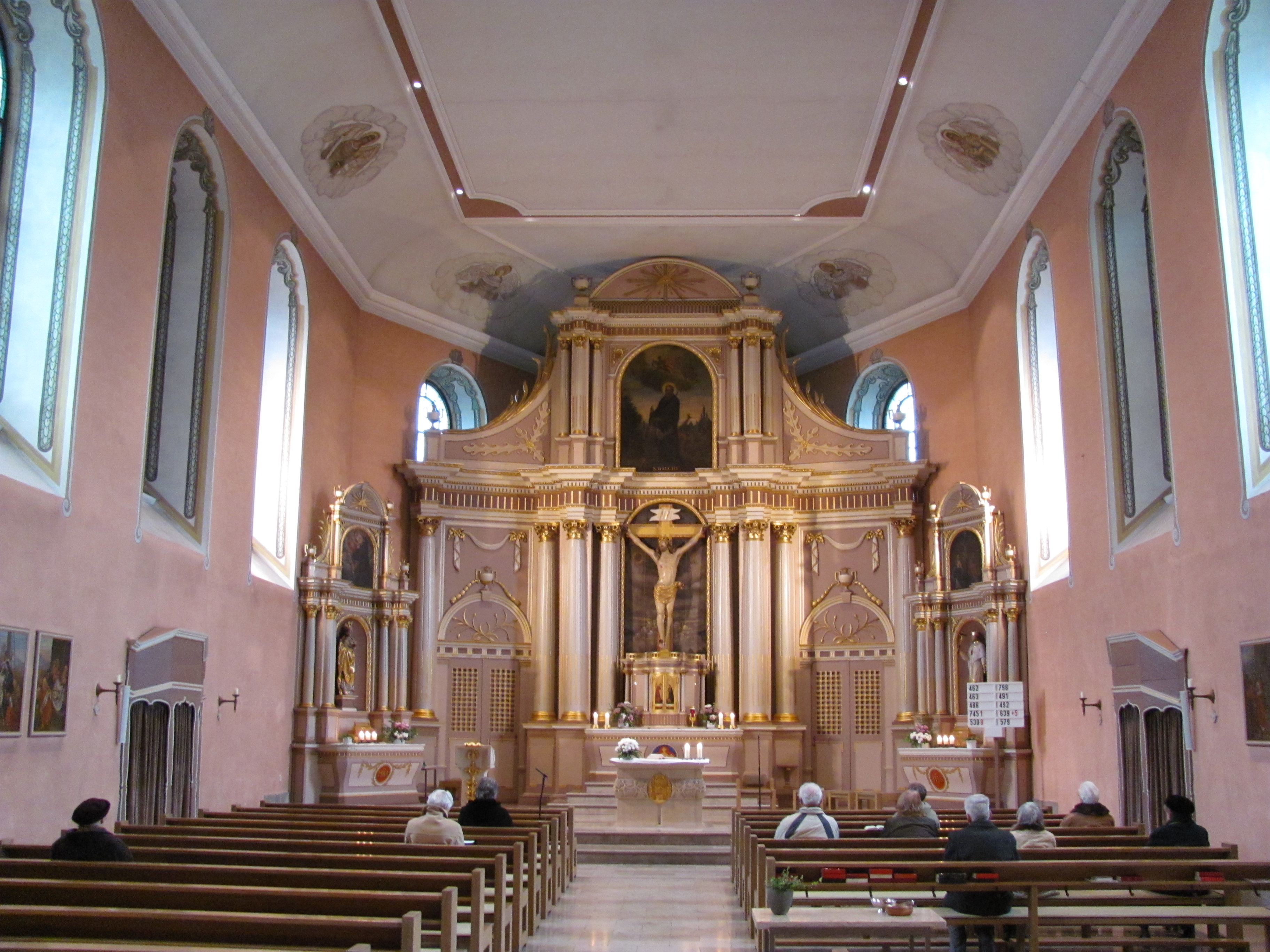
St.-Gallus-Kirche.

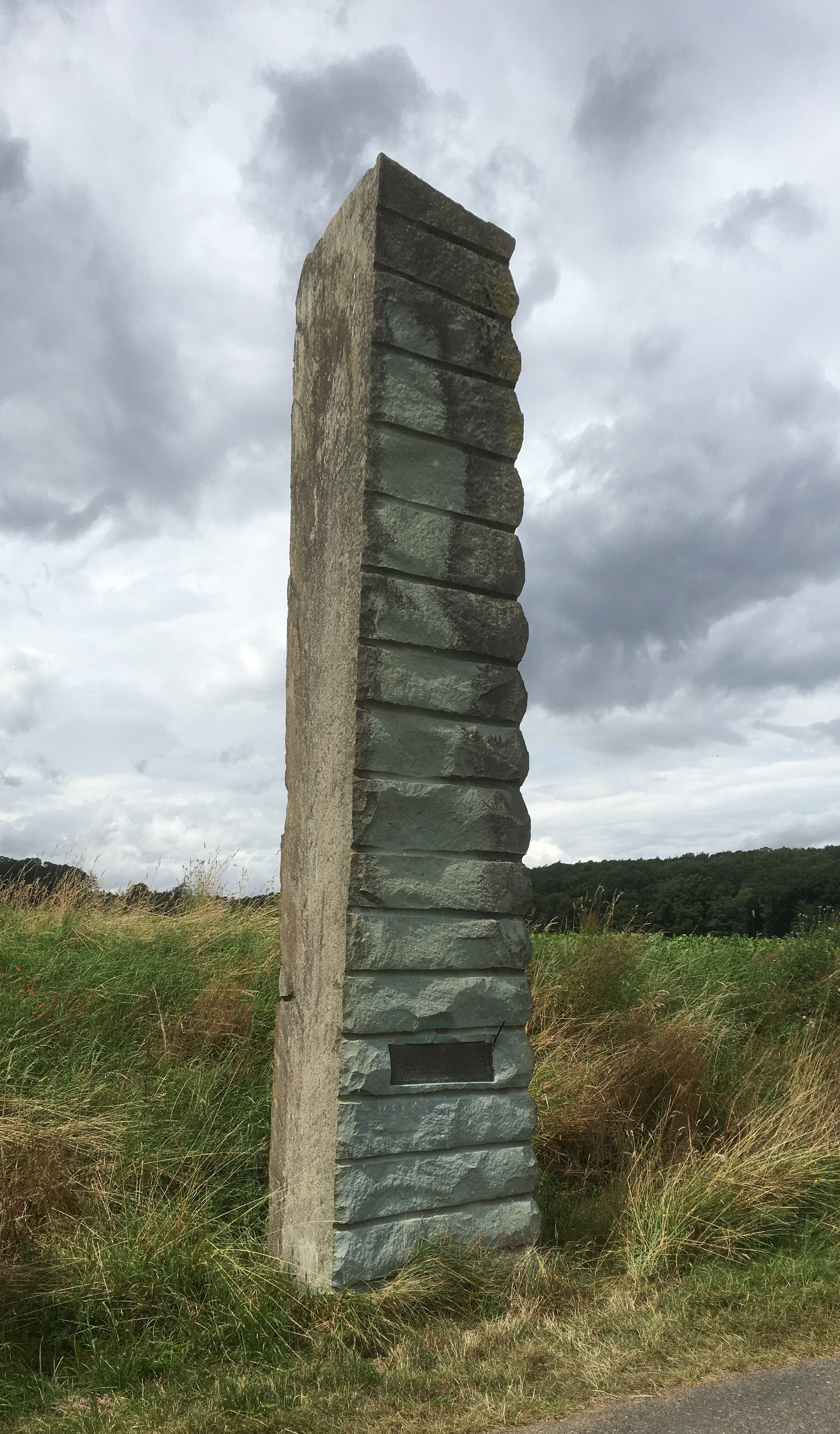
Gedenksäule Auf dem Roden.

- Das heutige katholische Kirchengebäude St. Gallus an der Soltmannstraße wurde in den Jahren 1772 bis 1779 aus Bruchsteinen gebaut, um die baufällige alte Kirche zu ersetzen. Der neoromanische Turm der für einen Ort von der Größe Detfurths auffallend großen Kirche wurde 1899 aufgestockt. Die Kirche hat zehn hochliegende Rundbogenfenster, von denen vier Glasmalereien aufweisen. Das Kircheninnere mit drei Altären ist im Stil des Klassizismus gehalten. Auf dem nördlichen Seitenaltar ist eine spätgotische Marienstatue zu sehen. Bei der Restaurierung der Kirche von 1983/84 wurden an den Wänden Reste der ursprünglichen Bemalung freigelegt.[7]
- Gegenüber der Kirche zweigt die Straße „Am Bach“ ab, über die man nach einer Wanderung von knapp 30 Minuten die Hochebene Auf dem Roden erreicht, wo von 1232 bis 1523 die Landtage des Fürstentums Hildesheim tagten. Daran erinnert eine mehrere Meter hohe Gedenksäule aus Granit.
- 1981 wurde in Detfurth das Tennisleistungszentrum des Niedersächsischen Tennisverbandes (NTV e. V.) eingeweiht. Die Landeslehrstätte des NTV befindet sich am Solebad. Hier werden Tennistrainer ausgebildet und der Tennisnachwuchs Niedersachsens trainiert.[8]

## Wirtschaft und Infrastruktur
Detfurth liegt an der Landesstraße L490. 2003  wurde in Detfurth an der Lammetalbahn der Haltepunkt Bad Salzdetfurth Solebad  eingerichtet. Von dort erreicht man stündlich Hildesheim sowie in der anderen Richtung Bad Salzdetfurth und Bodenburg.